# Mac OS
Mac OS (від Macintosh Operating System; Мак ОС, Операційна Система Макінтош) – перша комерційна графічна операційна система, створена компанією Apple Computer. Перша версія Mac OS вийшла у 1984 році разом з першим комп'ютером Macintosh. Також знана як «класична Mac OS».

## Історія
Перша версія Mac OS вийшла у 1984 році разом із першим комп'ютером Macintosh.
Mac OS версії 6.0.3 (1989 рік) була першою графічною операційною системою, яку переклали українською.
Ще у 1990 році розробники цієї системи створили в рамках проєкту Taligent групи Pink та Blue Mannies. Розробники з групи Blue писали System 7, а розробники з Pink писали зовсім іншу систему, яка після випуску собою замінила б System 7. Але команда Pink розуміла, що їхній проєкт надскладно реалізувати, і їх назад несе саме підтримка старого софту. Згодом, в 1995 році, Apple повністю передала проєкт Taligent IBM, а вона разом із Motorola створила проєкт CommonPoint, на котрій писали софт для систем IBM AIX та OS/2. Проєкт Pink був похований.
Тоді стабільність System Software була на найнижчому рівні, порівняно з MS-DOS. Apple, покинувши Taligent, у 1994 році створила проєкт Copland для сумісності з CommonPoint. Нової системи не було і досі, а System 7 була дуже застаріла. Copland перейменували на System 8 у 1995 році, і, трохи пізніше, в Mac OS 8. Але жодних оновлень не було, там новою була лише назва. 
У 2001 році вийшла у світ концептуально нова версія Mac OS — так звана Mac OS X, тобто десята версія, яка базувалася на ядрі Darwin (BSD). Всі попередні версії Mac OS стали називати «класичними».
У зв'язку за переходом Apple на процесори X86, мережею поширилися чутки про реліз Mac OS X для звичайних ПК. Хоча згодом компанія спростувала це, запустити OS X на не-Apple ПК спромоглася група ентузіастів з OSx86 Project.
У Mac OS X Snow Leopard реалізована підтримка Microsoft Exchange та OpenCL (використання потужностей графічних акселераторів для звичайних обрахунків), краща робота на багатоядерних системах (покращений планувальник), підтримка тільки 64-бітних процесорів Intel, також значно зменшений розмір застосунків, що входять в стандартний комплект, а також переписана з нуля більша частина коду ОС.
Остання версія macOS — macOS 11.2.3 Big Sur вийшла 24 березня 2021 року.